# Unità di memoria di massa

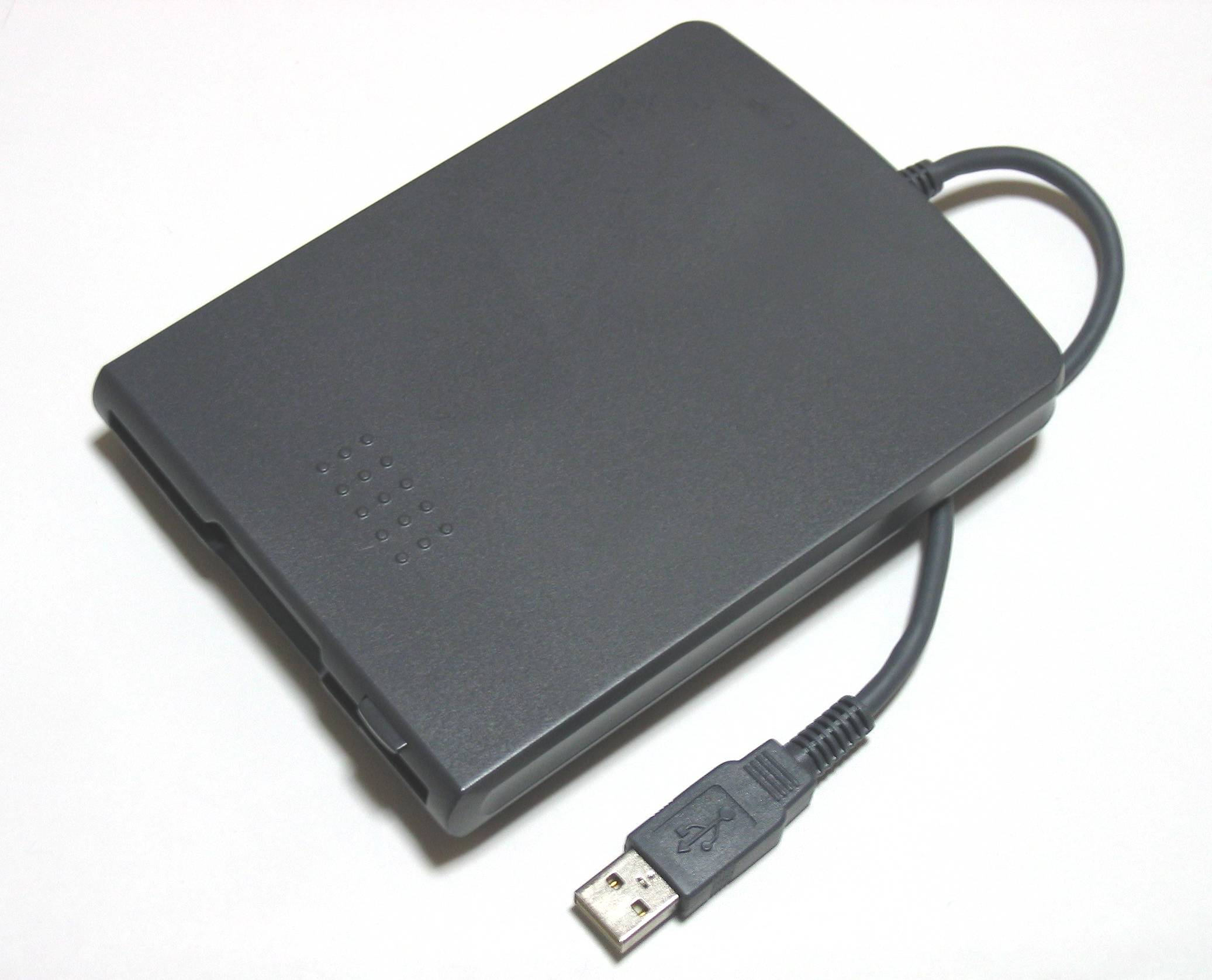
Un floppy disk drive esterno

Una unità di memoria di massa (in lingua inglese drive pronuncia draɪv, abbreviazione di disk drive, traducibile come "guida disco") in informatica è un tipo di unità periferica destinato alla lettura e/o scrittura di un supporto di memoria di massa.

## Tipologie
Il drive può utilizzare un supporto di memoria removibile o non removibile. Esempi di drive per supporti di memoria removibili sono il floppy disk drive e il masterizzatore di dischi ottici (il supporto di memoria removibile è rispettivamente il floppy disk e il disco ottico). Esempi di drive per supporti di memoria non removibili sono invece l'hard disk drive e il drive a stato solido, ad esempio un hard disk drive può essere installato all'interno del case del computer in modo fisso oppure essere removibile. Nel secondo caso l'hard disk drive viene fissato ad un apposito cassettino che ne permette l'alloggiamento in un vano per drive con apertura nel case e, all'occorrenza, l'estrazione da esso. Altro esempio di drive removibile è la pendrive così come scheda di memoria SD.
Infine un drive può anche essere una periferica esterna, cioè un dispositivo che fa parte del computer ma che non è installato nel case principale del computer. In tal caso il drive è collegato al case principale del computer normalmente attraverso un collegamento via cavo ma eventualmente anche attraverso un collegamento via radio.
La gran parte dei dispositivi di memoria di massa correnti non corrisponde propriamente a "dischi" perché ne è priva (non contiene parti in rotazione): pur tuttavia, per derivazione storica, sono erroneamente denominati dischi.

## Gestione nei sistemi operativi
In Unix e in sistemi operativi derivati da Unix (Linux, FreeBSD e simili) generalmente i drive si trovano nella cartella /dev, anche se si può scegliere la cartella dove allocarli.
Nei sistemi operativi DOS e Windows i drive vengono indicati con una lettera maiuscola. In genere il floppy disk drive primario viene indicato con "A", quello secondario con "B", l'hard disk con "C". I lettori CD e DVD, quando non sono presenti partizioni o altri hard disk, vengono indicati con "D" e "E". La lettera F in genere viene utilizzata per i drive removibili.
Al contrario di Unix e derivati, i sistemi operativi DOS e Windows non distinguono una partizione da un drive quindi può succedere di confondere una partizione per un drive o viceversa.

## Drive virtuale
Un drive virtuale è un dispositivo che è riconosciuto dai sistemi operativi come un drive fisico ordinario, che attraverso l'uso di software definiti “emulatori di cd” legge dall'hardware delle immagini disco anziché dei veri e propri dischi ottici fisici.
Un drive virtuale può emulare ogni tipo di drive fisico, ad esempio fra i tanti un hard disk drive (disco fisso), un lettore di nastri magnetici, una chiave USB, floppy disk drive (lettore floppy), CD/DVD/BD/HD DVD o una risorsa condivisa.